# Francesco Cossu
Francesco Cossu   (Roma, 11 de gener de 1907 - Roma, 4 de novembre de 1986) fou un remer italià que va competir durant la dècada de 1930.
El 1932 va prendre part en els Jocs Olímpics de Los Angeles, on guanyà la medalla de bronze en la prova del quatre sense timoner del programa de rem. Formà equip amb Antonio Ghiardello, Giliante D'Este i Antonio Garzoni Provenzani.
En el seu palmarès també destaca una medalla d'or al Campionat d'Europa de rem de 1931 en la prova dels quatre amb timoner.